# Saturn Award de la meilleure édition spéciale DVD d'un classique
Le Saturn Award de la meilleure édition spéciale DVD d'un classique (Saturn Award for Best DVD Classic Film Release) est une récompense télévisuelle décernée chaque année depuis 2003 par l'Académie des films de science-fiction, fantastique et horreur (Academy of Science Fiction Fantasy & Horror Films) pour récompenser la meilleure édition en DVD d'un classique de science-fiction, fantastique ou d'horreur.

## Palmarès
Note : L'année indiquée est celle de la cérémonie, récompensant les sorties DVD de l'année précédente. Les lauréats sont indiqués en tête de chaque catégorie et en caractères gras. Les titres originaux sont précisés entre parenthèses, sauf s'ils correspondent au titre en français.

### Années 2000
- 2003 : E.T. l'extra-terrestre (E.T. the Extra-Terrestrial)
  - Trilogie Retour vers le futur (Retour vers le futur (Back to the Future), Retour vers le futur 2 (Back to the Future Part II) et Retour vers le futur 3 (Back to the Future Part III))
  - La Belle et la Bête (Beauty and the Beast)
  - La Grande Course autour du monde (The Great Race)
  - Aux frontières de l'aube (Near Dark)
  - Star Trek 2 : La Colère de Khan (Star Trek II: The Wrath of Khan)
- 2004 : Les Aventures de Robin des Bois (The Adventures of Robin Hood)
  - Vingt Mille Lieues sous les mers (20,000 Leagues Under the Sea)
  - Il était une fois dans l'Ouest (C'era una volta il West)
  - Au cœur de la nuit (Dead of Night)
  - Le Roi lion (The Lion King)
  - Déviation mortelle (Roadgames)
- 2005 : Zombie (Dawn of the Dead)
  - Aladdin
  - Duel
  - Le Bal des vampires (The Fearless Vampire Killers)
  - La Monstrueuse Parade (Freaks)
  - THX 1138
- 2006 : Le Magicien d'Oz (The Wizard of Oz)
  - Ben-Hur
  - La Mouche (The Fly)
  - Gladiator
  - King Kong
  - Titanic
- 2007 : Godzilla (ゴジラ, Gojira)
  - Planète interdite (Forbidden Planet)
  - Free Enterprise
  - Les Griffes de la nuit (A Nightmare on Elm Street)
  - La Prisonnière du désert (The Searchers)
  - La Source de feu (She)
  - Les Survivants de l'infini (This Island Earth)
- 2008 : The Monster Squad
  - L'Incroyable Alligator (Alligator)
  - Dark Crystal (The Dark Crystal)
  - Volte-face (Face/Off)
  - Flash Gordon
  - Le Grand Inquisiteur (Witchfinder General)
- 2009 : Psychose (Psycho) (Universal Legacy Series)
  - Casablanca (Ultimate Collector's Edition)
  - Fatal Games (Heathers) (20th High School Reunion Edition)
  - L'Étrange Noël de monsieur Jack (The Nightmare Before Christmas)
  - Le Portrait de Dorian Gray (The Picture of Dorian Gray)
  - La Belle au bois dormant (Sleeping Beauty)

### Années 2010
- 2010 : prix non décerné
- 2011 : Metropolis (version intégrale restaurée)
  - Cronos (La invención de Cronos)
  - L'Exorciste (The Exorcist) (Extended Director’s Cut)
  - King Kong
  - Pandora (Pandora and the Flying Dutchman) (Deluxe Edition)
  - Psychose (Psycho) (50th Anniversary Edition)
- 2012 : Metropolis (Giorgio Moroder Presents Metropolis)
  - Citizen Kane (70th Anniversary Ultimate Collector’s Edition)
  - Mimic (The Director's Cut)
  - Le Fantôme de l'Opéra (The Phantom of the Opera)
  - The Rocketeer (20th Anniversary Edition)
  - Charlie et la Chocolaterie (Willy Wonka & the Chocolate Factory) (40th Anniversary Collector’s Edition)
- 2013 : La Petite Boutique des horreurs (Director's Cut)
  - Les Dents de la mer (Universal 100th Anniversary Edition)
  - Lawrence d'Arabie (50th Anniversary Collector’s Edition)
  - Les Vampires (Classics Edition)
  - Fear and Desire
- 2014 : La Nuit des masques (édition du 35e anniversaire)
  - Le Voyage fantastique
  - La Maison du diable
  - L'Homme au masque de cire
  - Nosferatu le vampire
  - The Wicker Man
- 2015 : Nightbreed: The Director's Cut
  - Alexandre: The Ultimate Cut
  - The Hobbit: The Desolation of Smaug: Extended Edition
  - Once Upon a Time in America: Extended Director's Cut
  - Le Convoi de la peur
  - Massacre à la tronçonneuse: 40th Anniversary Collector's Edition
- 2016 : Miracle Mile
- 2019 : 2001, l'Odyssée de l'espace
  - Deux Mains, la nuit
  - Jack le tueur de géants
  - Maximum Overdrive
  - La Mort en rêve
  - Un cri dans l'océan